# 長野堰
長野堰（ながのぜき）は、群馬県高崎市中部に農業用水を供給する用水路である。

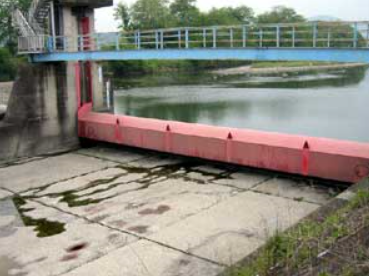
長野堰取水口

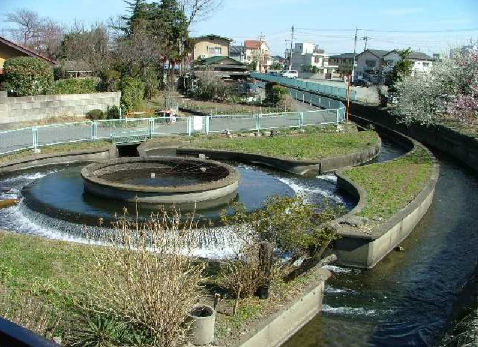
長野堰円筒分水堰

## 建設
928年（延長6年）に長野康業が長野堰の開発に着手したと伝えられている。
時代が下って1551年（天文20年）長野康業の子孫である４代目箕輪城主の長野業正は長野堰を整備し、現在の長野堰の原型を作った。当時、現在の頭首工付近で烏川と合流していた榛名白川から取水して、榛名山南麓を中心に灌漑していた。その後、支配者が後北条氏、井伊氏、松平氏などに変わったが、各時代で用水路の延伸や整備が進められていった。
1708年（宝永5年）高崎藩主・大河内輝貞は、榛名湖から隧道（ずいどう）を掘ることで引水しようと試みたが頓挫した。1904年（明治37年）長野堰の水量を確保するために、榛名湖から榛名川を経由して烏川に流すために榛名山天神峠に隧道が開削された。

## 概要
烏川中流の町屋橋から300メートル上流の高崎市本郷町に長野堰頭首工を設けて取水している。水路は概ね南東方向に進み高崎市街地北部を横切る。この間、暗渠の部分もあるが主に地表の3面コンクリートの水路を流れる。住吉町から一部分水し堰代町をへて高崎城の堀割に流している。その先は高崎市東町で佐野分水が分岐し南の佐野地域を灌水する。さらにその先の江木町の城東小学校南側の地点で地獄堰・上中居堰・矢中堰・倉賀野堰の4水路に分流する。この分流の水量の多少をめぐって争いが絶えなかったため、1962年（昭和37年）に円筒分水堰を建設した。これは、円筒形の施設でサイフォンの原理を利用して水量を公平に分ける斬新な方法である。4水路は各地域に用水を供給した後、烏川や井野川に注ぐ。
2016年（平成28年）、国際かんがい排水委員会のかんがい施設遺産に登録。